# باله‌پولکی سیاه

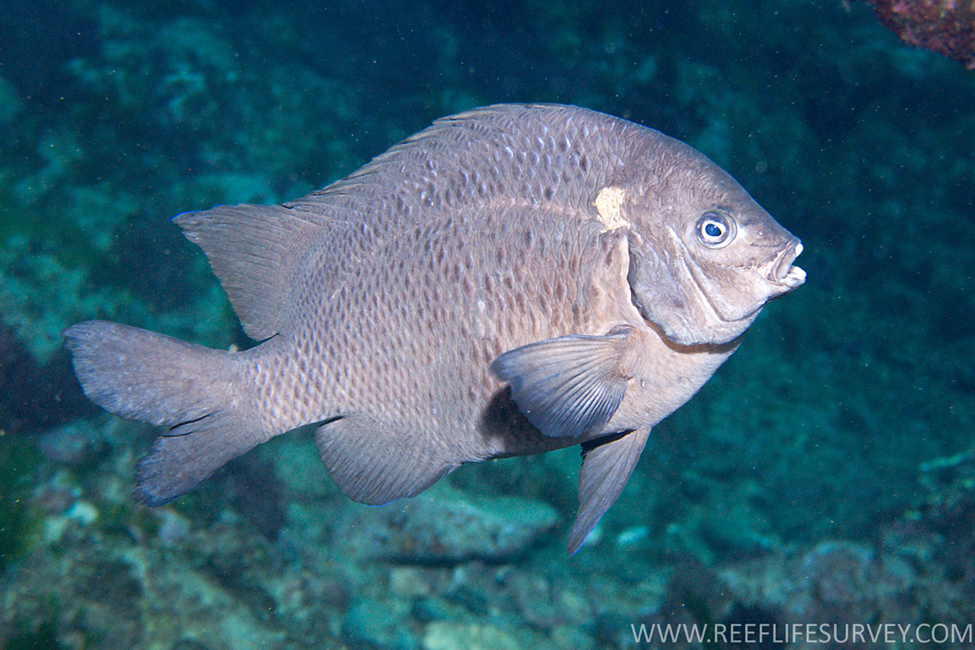
تصویر باله پولکی سیاه

باله‌پولکی سیاه (نام علمی: Parma alboscapularis) نام یک گونه از تیره شقایق‌ماهیان است.